# Cathédrale Notre-Dame-de-l'Incarnation de San Miguel de Tucumán
Cette  cathédrale n’est pas la seule cathédrale Notre-Dame-de-l'Incarnation.
La cathédrale Notre-Dame-de-l'Incarnation de San Miguel de Tucumán (en espagnol : Catedral de Nuestra Señora de la Encarnación) en Argentine est l'ancienne église-mère de la ville de Tucumán. Elle est aujourd'hui le siège de l'archevêché de l'archidiocèse de Tucumán et le centre de la province ecclésiastique de Tucumán.

## Historique
La construction de la nouvelle église fut confiée à l'architecte français Pedro Etcheverry. L'édification se déroula durant le gouvernorat de Celedonio Gutiérrez. Elle fut bénie le 19 février 1856.

## Description
Construite sous forme de croix latine, l'église possède deux tours en façade, entourant un porche majestueux. La croisée du transept est surmontée d'une coupole montée sur un haut tambour percé de fenêtres. Au sommet le la coupole se trouve une lanterne. L'architecte a superposé différents styles, selon le goût assez éclectique de l'époque. 

### Façade
La façade de la cathédrale est néoclassique. Les tours encadrant la façade comportent trois étages. L'étage inférieur au niveau du grand portique est orné de belles colonnes doriques. Le style ionique est utilisé pour l'étage intermédiaire et le corinthien pour l'étage supérieur. 
Le grand frontispice qui orne le porche est décoré d'un bas-relief dû au sculpteur Juan Bautista Finochiaro. Il représente la traversée de Moïse dans le désert, lorsqu'il se repose à l'ombre d'un arbre, tandis que les israélites apportent une prodigieuse grappe de raisins. Sans doute une allusion à la ville de Tucumán située au centre d'une grande et fertile oasis.
Les deux tours sont couronnées de coupoles de style russe ou au moins slave. Les cloches datent d'avant la construction actuelle. L'horloge appartenait au Cabildo de Tucumán.

### Intérieur
La cathédrale contient la sépulture du général Gregorio Aráoz de Lamadrid ainsi que celles d'évêques tucumaniens. 
L'église possède aussi deux très anciennes petites statues de saint Jude et saint Simon, vénérées comme protectrices de la ville à la suite d'une victoire sur les Indiens Calchaquís en octobre 1578. 
Au-dessus du grand autel, on peut voir une copie de l'"Annonciation" du Greco. La voûte est décorée de belles peintures, œuvres de Félix Rebol, dont le thème est la création du monde.

## Galerie

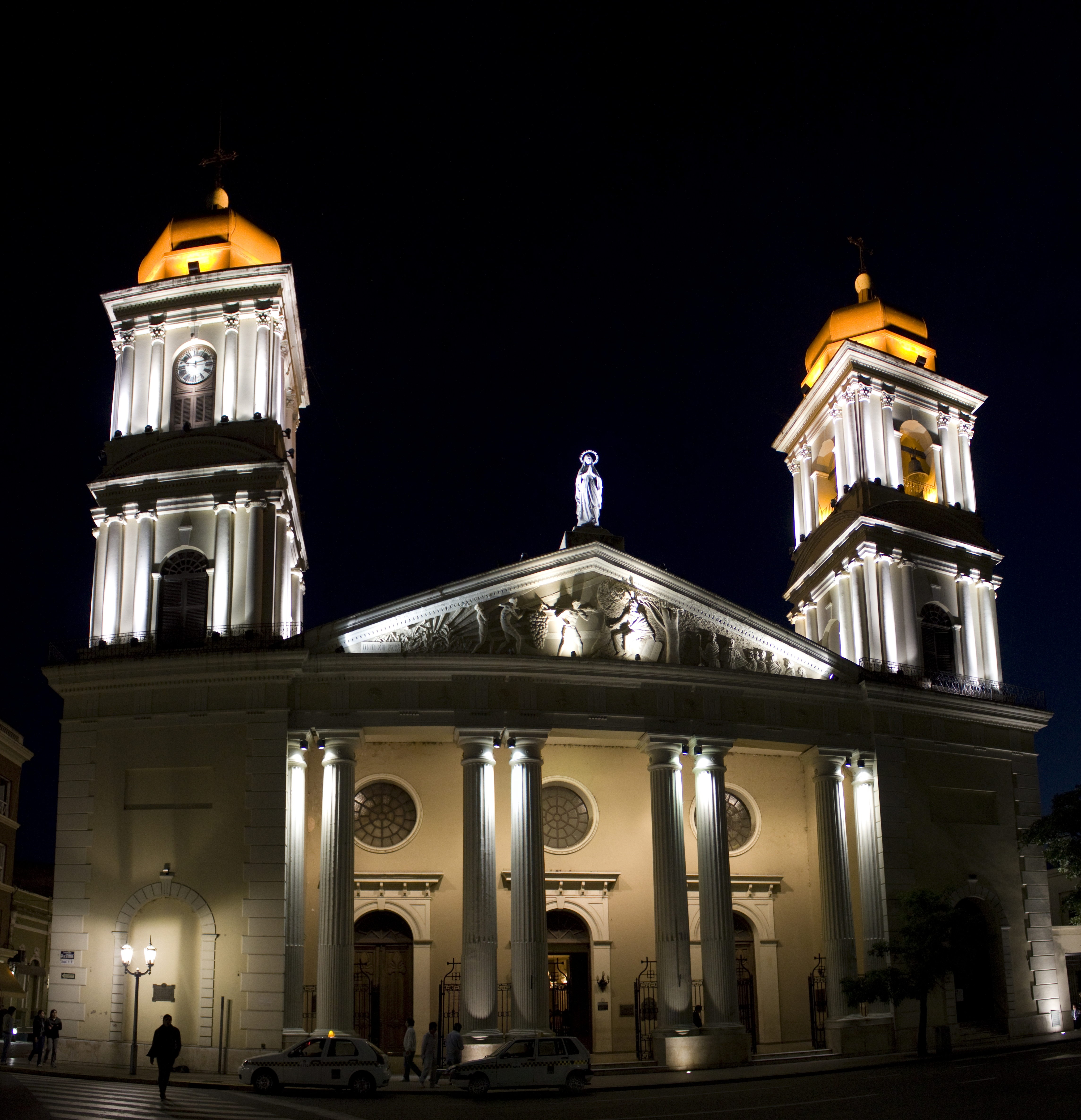
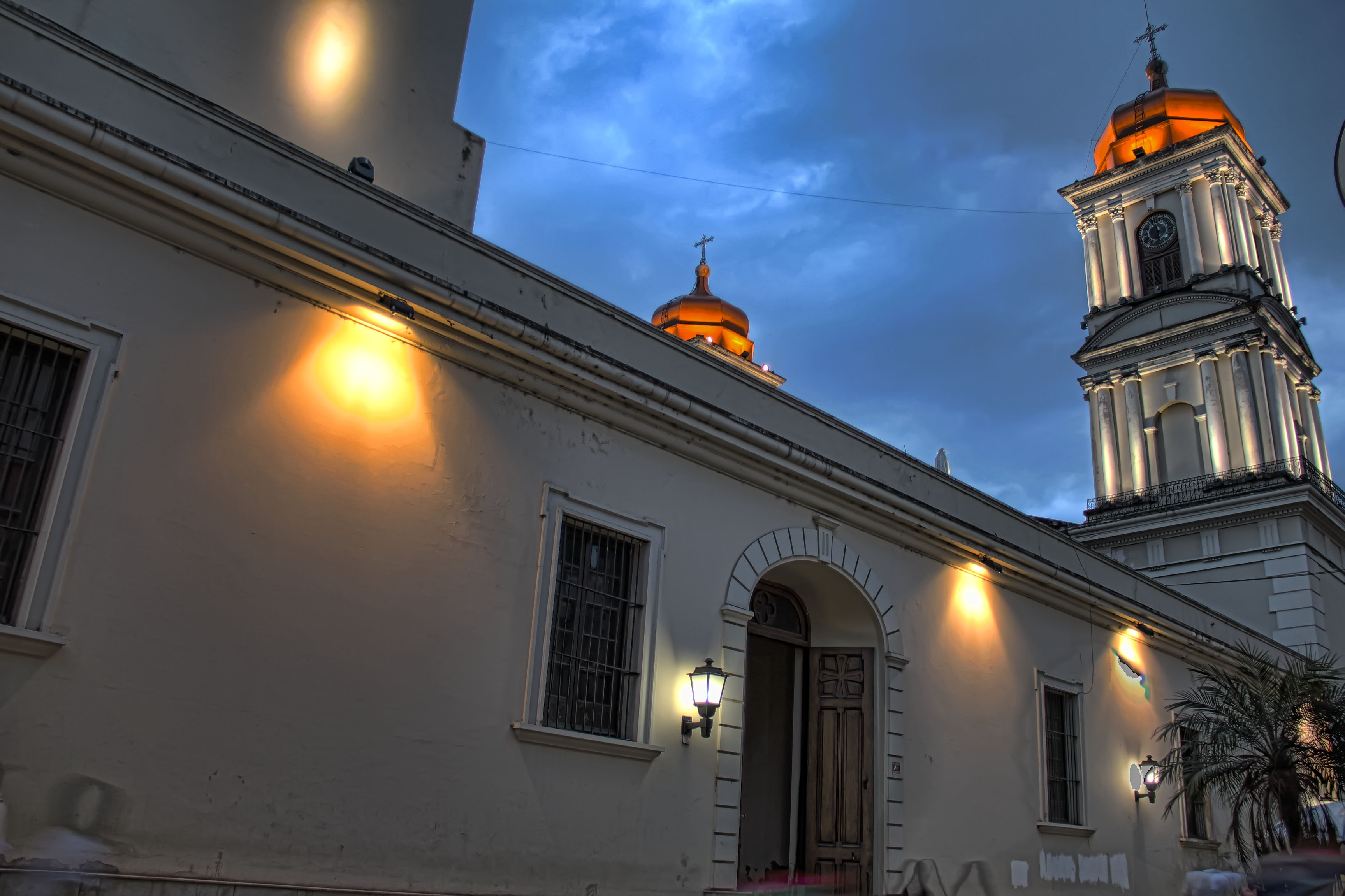
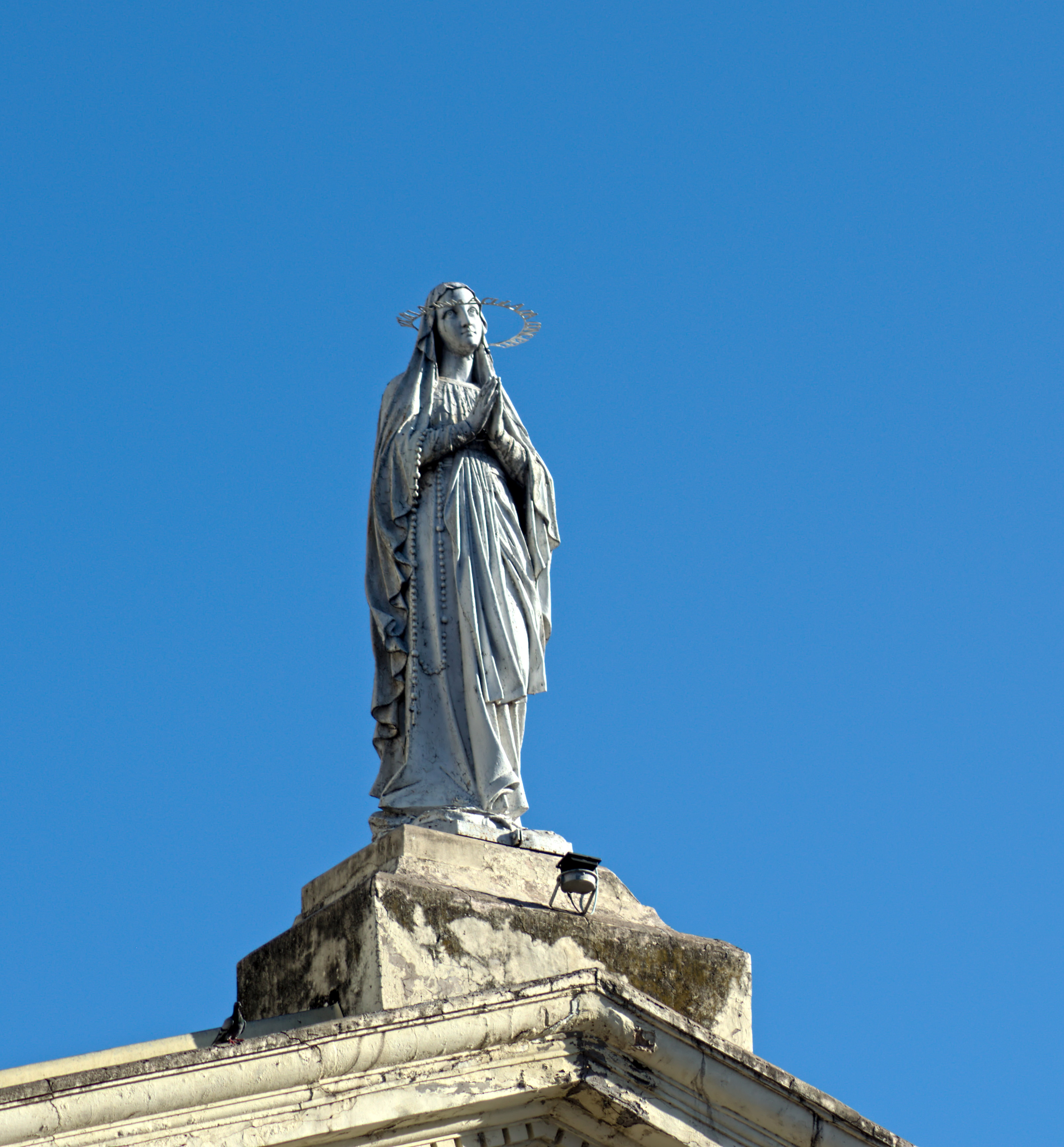
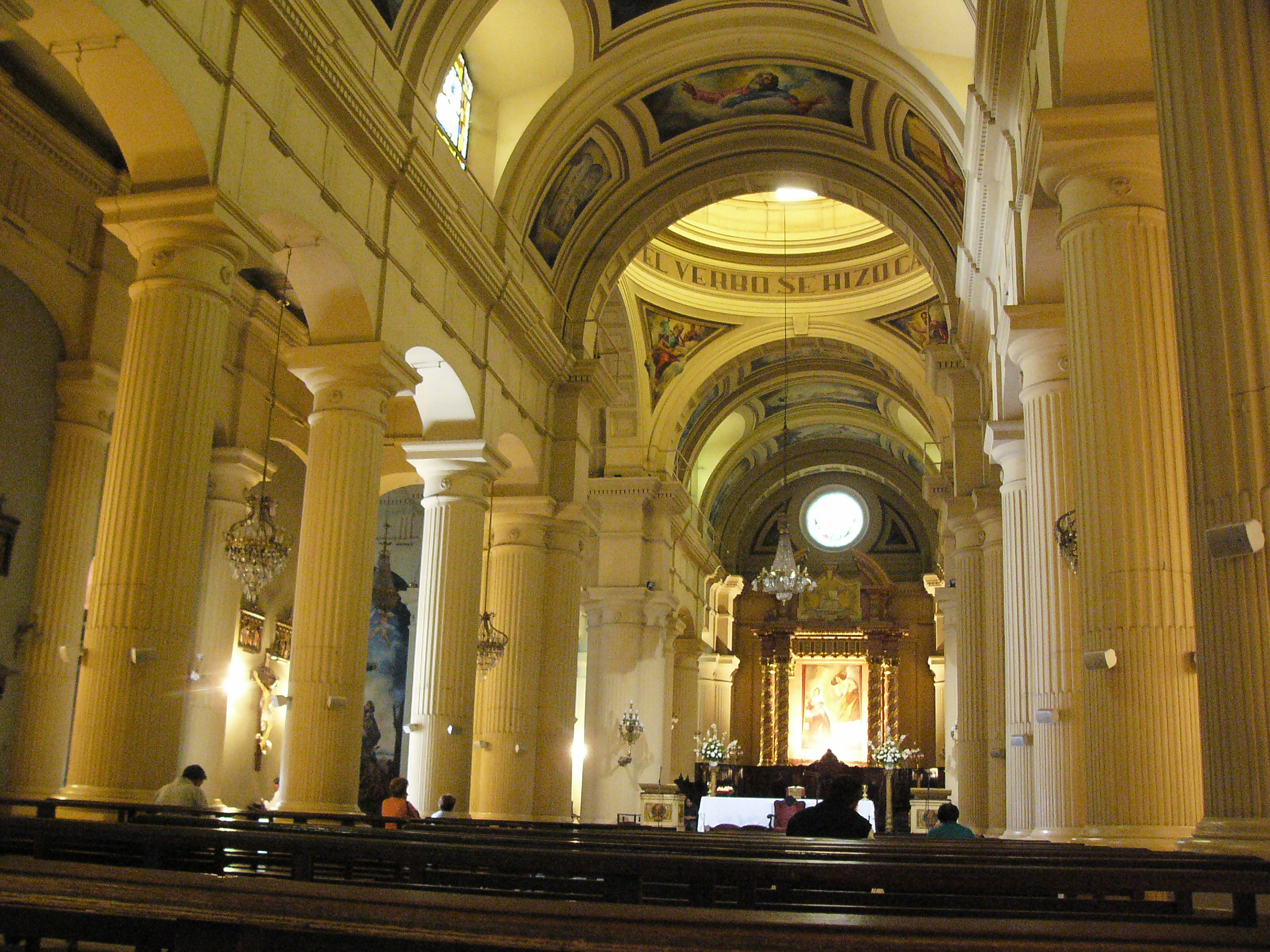